# جون ر. لونش
جون روي لونش (10 سبتمبر 1847-2 نوفمبر 1939) هو سياسي جمهوري أسود، وكاتب، ومحامٍ، وضابط عسكري. وُلد كعبد في لويزيانا، وأصبح حرًا في عام 1863 بموجب إعلان تحرير العبيد. كان والده مهاجرًا أيرلنديًا وتزوج والداه بشكل عرفي. وبعد خدمته لعدة سنوات في المجلس التشريعي للولاية، انتُخب لونش في عام 1873 كأول رئيس أمريكي من أصل أفريقي لمجلس نواب ولاية مسيسيبي. وكان أول رجل أسود (يعتبر كذلك) يشغل هذا المنصب في البلاد. أثناء إعادة الإعمار بعد الحرب الأهلية الأمريكية، كان من الجيل الأول من الأمريكيين الأفارقة من الجنوب المنتخبين لمجلس نواب ولاية مسيسيبي، وخدم من عام 1873 حتى عام 1877، ومرة أخرى في ثمانينيات القرن التاسع عشر. وفي مواجهة القيود المتزايدة في ولاية مسيسيبي، درس لونش القانون، وانضم إلى نقابة المحامين، وعاد إلى واشنطن العاصمة لمزاولة مهنته.
بعد أن استعاد الديمقراطيون السلطة في المجلس التشريعي للولاية بعد إعادة الإعمار، في عام 1890 حرموا معظم السود في الولاية من حق التصويت (الذين كانوا يشكلون غالبية السكان) من خلال دستور جديد وضع حواجزًا أمام تسجيل الناخبين. ثم في الخمسينيات من عمره درس لونش القانون. وقُبل في نقابة المحامين في مسيسيبي عام 1896. وبعد رؤية آثار الحرمان من حق التصويت، غادر لونش الولاية وعاد إلى واشنطن العاصمة لممارسة المحاماة. خدم في جيش الولايات المتحدة خلال الحرب الإسبانية الأمريكية ولمدة عقد من الزمن، حتى أوائل القرن العشرين، وحصل على رتبة رائد. ثم انتقل لونش إلى شيكاغو، إلينوي، بعد تقاعده، حيث عاش أكثر من عقدين. بعد خدمته العسكرية، عمل لونش في مجال القانون والعقارات في شيكاغو.
ابتداءً من عام 1877، عندما انتهى عصر إعادة الإعمار بسحب الحكومة الفيدرالية لقواتها من الجنوب، كتب لونش أربعة كتب ونشرها: هذه الكتب تحلل الوضع السياسي في الجنوب أثناء وبعد إعادة الإعمار. اشتهر بكتابه حقائق إعادة الإعمار (1913). وهذا الكتاب متاح على الإنترنت ضمن مشروع غوتنبرغ. في ذلك الكتاب، جادل ضد وجهة النظر السائدة لمدرسة دونينغ، وضد المؤرخين البيض المحافظين الذين قللوا من أهمية المساهمات الأمريكية الأفريقية وإنجازات عصر إعادة الإعمار. شدد لونش على أهمية إقرار التعديلين الرابع عشر والخامس عشر للدستور، اللذان يمنحان الجنسية الكاملة لجميع الأشخاص دون قيود على العرق أو اللون، وحق التصويت للذكور من الأقليات.

## نشأته وتعليمه
ولد جون ر. لونش كعبد عام 1847 في مزرعة تاكوني بالقرب من فيداليا، كونكورديا، لويزيانا. كان الابن الثالث لأمه كاثرين وايت، التي كانت مستعبدة. وقد أنجبت أربعة أولاد. ولدت في ولاية فرجينيا، وكانت من أعراق مختلطة، وكذلك والداها، روبرت وإليزابيث وايت. وبموجب قانون العبودية، كان أطفال الأمهات العبيد عبيدًا، بغض النظر عن الأباء. كان والد جون باتريك لونش المشرف على المزرعة. وتزوج بشكل عرفي بكاثرين وايت. جاء باتريك لونش المهاجر الشاب، إلى الولايات المتحدة مع عائلته من دبلن، أيرلندا. واستقروا في زانيسفيل، أوهايو.
انتقل باتريك في شبابه مع شقيقه الأكبر إدوارد لونش إلى الجنوب؛ وأصبح باتريك مشرفًا في مزرعة تاكوني، وهناك وقع في حب كاترين وارتبطا ببعضهما، وعاشا معًا كزوج وزوجة. (منعوا من الزواج بموجب قانون الولاية).
لحماية عائلته، خطط باتريك لونش لشراء كاثرين وأبنائهما مختلطي الأعراق من مالك مزرعة تاكوني. وقبل إتمام الصفقة، اشترى مالك جديد المزرعة وعيّن مديرًا مختلفًا. ولم يعد لونش قادرًا على دفع مبلغ 1000 دولار أميركي الذي تطلبه الهيئة التشريعية لكل فرد في عائلته من أجل تحريرهم. (كان المجلس التشريعي للولاية يحاول تقليل عدد الأشخاص الملونين الأحرار، وفرض قيودًا مشددة على عدد عمليات العتق، حيث أنهى الموافقة تمامًا في عام 1852). بالإضافة إلى ذلك، كان عليه أن يقدم طلبًا لأجل العتق إلى محكمة تحرير العبيد.
خطط لونش للانتقال مع عائلته إلى نيو أورلينز، حيث كان يعيش شقيقه إدوارد، ومحاولة توفير المال هناك لتأمين حرية عائلته. كان يعتقد أن المدينة ستكون مكانًا جيدًا للعيش، حيث علم أن بها عدد كبير من الأشخاص الأحرار الملونين. وحقق الكثير منهم بعض التعليم والوضع الاقتصادي. لكن لونش توفي عام 1849 بسبب المرض قبل تنفيذ خطته.
قبل وفاته، رتب باتريك لونش لصديقه، ويليام ج. ديل، أن يأخذ لقب كاثرين وويليام وجون، على أساس أن هذه شرعية لحماية الأسرة، التي استمرت بالعمل في مزرعة تاكوني. ولكن بعد فترة، باعهم ديل لألفريد فيدال ديفيس، وهو مزارع في ناتشيز، مسيسيبي. عندما قابلت ديفيس، صدمت كاثرين حين علمت بالبيع. وأخبرته قصة عائلتها. ثم عرض ديفيس أن يحتفظ بها هي وابنيها معها (توفي أحدهما بحلول هذا الوقت)، وأن تعمل في منزله. وسمح لها بالعمل خارجًا وتوفير بعض الأموال التي كسبتها. وفي الغالب حافظ على كلمته، لكن كاثرين وابنيها لم يحصلوا على حريتهم حتى عام 1863، بموجب إعلان تحرير العبيد. بسبب جدال مع السيدة ديفيس، أُرسل الصبي جون لونش للعمل الميداني في المزرعة. وكان عمره 16 عامًا عندما نال هو وعائلته الحرية.
عمل لونش مع عناصر من جيش الاتحاد في منطقة ناتشيز. بعد انتهاء الحرب الأهلية عام 1865، رتب له صديق لوالده أن يعمل مصورًا. تولى لونش مسؤوليات متزايدة حتى أدار العملية بأكملها وشؤونها المالية. وبنى مشروعًا تجاريًا ناجحًا في ناتشيز. ولرغبته في مواصلة تعليمه، التحق لونش بمدرسة ليلية مدرسوها من الشماليين. (بحلول نهاية عام 1866، طُرد العديد من هؤلاء المعلمين من الولاية بسبب معارضة البيض العنيفة لتعليم المعتوقين). قرأ لونش الكتب والصحف بنهم خلال فترات التوقف في يوم عمله. ونظرًا لأن عمل لونش كان بالقرب من مدرسة بيضاء، غالبًا ما كان الشاب يتنصت على الدروس من خلال النوافذ المفتوحة.

## وصلات خارجية
- جون ر. لونش على موقع الموسوعة البريطانية (الإنجليزية)
- جون ر. لونش على موقع إن إن دي بي (الإنجليزية)